# Taractes
Taractes – rodzaj ryb z rodziny bramowatych.

## Klasyfikacja
Gatunki zaliczane do tego rodzaju:
- Taractes asper
- Taractes rubescens